# David Bergelson

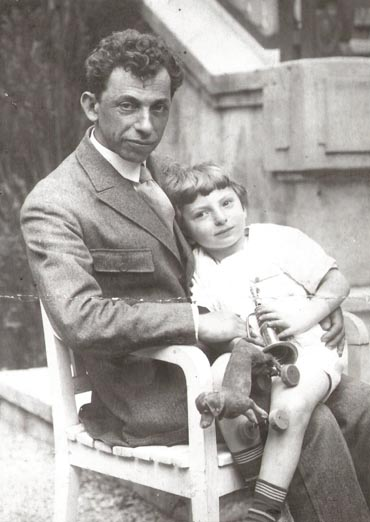
David Bergelson mit seinem Sohn Lew (Berlin, 1922)

David Rafailowitsch Bergelson (russisch Давид Рафаилович Бергельсон, jiddisch Dovid Bergelson דוד בערגעלסאָן, eingedeutscht David Bergelsohn; geb. 12. August 1884 in Ochrimowo, Gouvernement Kiew, Russisches Kaiserreich; gest. 12. oder 13. August 1952 in Moskau, Sowjetunion) war ein jiddischer Romancier realistisch-sozialer Richtung. Er wurde bei der letzten stalinistischen „Säuberungsaktion“ in der sogenannten „Nacht der ermordeten Dichter“ exekutiert.
David Bergelson beschrieb in Romanen, Erzählungen und Dramen eindringlich und mit zuvor nicht gekannter Subjektivität den Einbruch der modernen Zeit in die jüdischen Gemeinschaften Osteuropas und die Hoffnungslosigkeit vieler Juden. Er befasste sich in seinen Werken auch mit der bolschewistischen Revolution, später dann auch mit den Judenverfolgungen.
Sein Roman Das Ende vom Lied gilt als Meisterwerk impressionistischer Erzählliteratur.

## Leben

### Herkunft und frühe literarische Tätigkeiten
Sein Vater war ein gebildeter Chassid, seine Mutter beschäftigte sich intensiv mit jiddischer Literatur. David erhielt den traditionellen Unterricht im Cheder und ergänzend eine säkulare Ausbildung.
Seit 1907 lebte er in Kiew.
Seine ersten Erzählungen sind noch ganz dem Vorbild Tschechows verhaftet. David Bergelson schrieb zunächst in Hebräisch und Russisch, literarischer Erfolg stellte sich aber erst ein, als er in seiner Muttersprache Jiddisch zu schreiben begann, und zwar mit der Novelle Arum wogsal, die er noch auf eigene Kosten herstellen ließ.
Er war 1917 unter den Gründungsdirektoren der Jidische Kultur Liga in Kiew und Herausgeber derer literarischen Zeitschriften Ojfgang und Ejgnß.

### Emigration in Berlin
1920 verlegte David Bergelson seinen Lebensmittelpunkt nach Berlin. Er war als einer der bekanntesten (und vermutlich auch bestbezahlten) jiddischen Schreiber der 1920er Jahre  viel in Europa unterwegs und besuchte auch die Vereinigten Staaten. Seit etwa 1925 schrieb er auch für den New Yorker jiddischen Forverts. In Berlin war David Bergelson Mitherausgeber der Zeitschriften Milgroim und Schpan.

### Rückkehr in die Sowjetunion
1926 kehrte er aus dem Berliner Exil in die Sowjetunion zurück, nachdem er seine vorherige antikommunistische Einstellung öffentlich als Irrtum erklärt hatte. In dieser Zeit empfing die jiddische Kultur staatlicherseits eine große Aufmerksamkeit und bewusste Förderung, so dass Bergelson glaubte, die Sowjetunion werde gemeinsam mit Polen die als „assimilatorisch“ empfundenen Vereinigten Staaten als Zentrum jiddischer Kunst und Kultur bald überflügeln. Von dieser Zeit an schrieb er auch für Blätter der kommunistischen jiddischen Presse, so z. B. Morgn Frajhajt in New York oder Emeß („Wahrheit“) in Moskau.
Die Begeisterung hielt allerdings nicht lange an, und David Bergelson kehrte wieder nach Berlin zurück.
1933 emigrierte er wieder in die Sowjetunion. Dort wurde er ein Anhänger der Jüdisch-Autonomen Republik Birobidschan und war auch Mitglied des Jüdisch-Antifaschistischen Komitees während des Zweiten Weltkriegs.
Dennoch wurde er im Januar 1949 inhaftiert, ihm wurde  vermutlich im Geheimen  der Prozess gemacht. 1952 wurde er im Rahmen der judenfeindlichen Kampagne gegen „wurzellose Kosmopoliten“ gemeinsam mit ca. dreißig weiteren jüdischen Persönlichkeiten, darunter die 13 prominentesten jiddischen Dichter, Musiker und Schauspieler, in der berüchtigten Lubjanka hingerichtet.
Erst nach Stalins Tod wurde David Bergelson rehabilitiert. 1961 erschien eine erste Ausgabe seiner Werke in der Sowjetunion.

## Werke (Auswahl)
- Arum wogsal. Warschau 1909 (erfolgreiche Novelle aus dem Kaufmannsleben, die begeisterte Artikel in der jiddischen Presse hervorrief; deutsch „Rings um den Bahnhof“, Berlin 1922)
- Noch alemen („Nach allem“), 1913, Roman; gilt als sein bestes Werk; schildert die Generation des Übergangs, die die alten Traditionen verloren, dafür aber nichts Neues gewonnen hat, z. B. im öden Leben der „Mirel Hurwitz“, die wie viele ihrer Bekannten mit ihrer Welt unzufrieden in eine Traumwelt flüchtet und sich gelangweilt in ihr Schicksal findet, anstatt irgend etwas zu tun …;
  - Das Ende vom Lied. Berlin 1923, übersetzt von Alexander Eliasberg
  - When All Is Said and Done. 1977
- In fartunklte zajtn. Kiew 1917 (Roman)
- Ejgenß. Kiew 1918, als  Herausgeber
- Opgang („Abgang“), Berlin 1922 (Roman)
- Fajwelß geschichtn. Mit Holzschnitten und Lithographien von Lasar Segall. Wostock, Berlin 1923.
  - auch  in: Andrej Jendrusch (Hrsg.):  David Bergelson, Lejb Kwitko, Peretz Markisch, Ber Smoliar: Der Galaganer Hahn. Jiddische Kinderbücher aus Berlin. aus dem Jidd. übertr. und hrsg. von Andrej Jendrusch, Ed. DODO, Berlin 2003, ISBN 3-934351-06-9.
- Maaße-Bichl. Erzählungen in jiddischer Sprache. Mit Abbildungen von  Lasar Segall. Wostok (Der Osten), Berlin 1924, Luxus-Ausgabe;[1] möglicherweise gleicher Text wie 1923 mit neuem Titel
- Schturemteg („Stürmische Tage“), Kiew 1927 (Novellensammlung)
- Weltojß – Weltajn. Warschau 1928 (Novellensammlung)
- Midas hadin. Moskau 1928 (Roman)
- Bam Dnjepr („Beim Dnjepr“) (2 Bde.), 1932 und 1936 (Erziehungsroman, z. T. autobiographisch)
- Naje Derzejlungen („Neue Berichte“), 1947 (Kriegsberichte)
- »Die Welt möge Zeuge sein.« Erzählungen. Hrsg. von Sabine Koller und Aleksandra Poljan, übersetzt von Peter Comans, Susanne Klingenstein, Sabine Koller, Janina Wurbs. Suhrkamp Verlag / Jüdischer Verlag, Berlin 2023, ISBN 978-3-633-54324-3.

## Ausgaben (Auswahl)
- Ausgewählte Werke, 4 Bde., Berlin 1922
- Ausgewählte Werke, 1 Bd., Moskau 1961
- Roman: Das Ende vom Lied (deutsch 1965)